# Риен
Рѝен (на немски: Riehen, на немски се произнася по-близко до Рийен, на местния диалект Рѝъхъ) е курортен град в Северна Швейцария, кантон Базел Щат. Разположен е на 5 km на север от град Базел и на 9 km на юг от германския град Лорах. Населението му е 21 448 души (30 декември 2018).

## История
Първите сведения за града като населено място датират от VI век. От 1113 г. носи името Риен. Има жп гара и трамвайна линия до Базел. 